# Tephrina perturbata
Tephrina perturbata är en fjärilsart som beskrevs av Max Joseph Bastelberger 1908. Tephrina perturbata ingår i släktet Tephrina och familjen mätare. Inga underarter finns listade i Catalogue of Life.